# 이재선 (1956년)
이재선(李在善, 1956년 12월 19일~ )은 대한민국의 정치인으로, 제15·16·18대 국회의원을 지냈다.

## 약력
- 1956년 12월 19일 충남 보령 출생
- 대전자양초등학교 졸업
- 동신중학교 졸업
- 대전대신고등학교 졸업
- 한남대학교 지역개발학과 학사
- 한남대학교 대학원 경영학 석사, 박사

## 경력
- 제4대 ~ 7대 대전광역시청 생활체육협의회장
- 제7대 대전광역시청 사회복지협의회장
- 한남대학교 총동문회장
- 국회 보건복지위원회 간사
- 국회 윤리특별위원회 위원장
- 2008.05 ~ 2010.03 자유선진당 대전광역시당 위원장
- 2008.08 ~ 2010.06 국회 국토해양위원회 위원
- 2008.09 자유선진당 최고위원
- 2010.06 ~ 2012.05 국회 보건복지위원회 위원장
- 2013.07 새누리당 대전광역시당 지방자치특별위원장
- 2014.02 ~ 2017.02 새누리당 대전광역시당 서구을 당원협의회 운영위원장
- 2017.02 ~ 2017.12 자유한국당 대전광역시당 서구을 당원협의회 운영위원장

## 역대 선거 결과
|  | 44.69% |

|  | 35.58% |

|  | 24.94% |

|  | 36.95% |

|  | 41.37% |

|  | 30.67% |

|  | 34.79% |